# Renaud et Armide (Cocteau)
Pour les articles homonymes, voir Renaud et Armide.
Renaud et Armide est une tragédie en alexandrins et en trois actes de Jean Cocteau, jouée pour la première fois le 13 avril 1943 à la Comédie-Française. Cocteau s'est inspiré d'un célèbre épisode du chef-d'œuvre du Tasse, La Jérusalem délivrée, mettant en scène les amours de la magicienne Armide et du croisé Renaud.  

## Argument
Au XIe siècle, loin de son armée des croisés et retenu dans les jardins enchantés des îles Fortunées, Renaud, roi de France, est amoureux d’Armide, sa geôlière. Celle-ci, sous la garde d’Oriane, se transforme en fée. Armide étant invisible, Renaud aime en elle l’inconnu, l’idéal. Touchée par cet amour, Armide décide d’apparaître à Renaud, mais cette apparition, loin de satisfaire la passion de Renaud, l’éteint parce qu’elle supprime le mystère. Dégrisé, Renaud prend congé d’Armide qui pour le retenir n'a que le seul pouvoir de ses « charmes », or ce n'est plus un amant qu’elle garde mais un prisonnier. Son ultime recours, pour regagner son amour, c'est de lui donner l'anneau d'Orphée qu’elle porte à son doigt, avec le devoir de ne jamais s’en défaire, et que les enchanteresses se transmettent depuis des siècles. Par ce geste de rupture, Armide redevient une simple femme et sait désormais qu'elle mourra au premier baiser de celui qui a reçu l’anneau.
Renaud, libéré, pourra délivrer Jérusalem et se couvrir de gloire. Armide accepte ce sacrifice total pour le bonheur de celui qu’elle aime.

## Création

### Mise en scène
- Metteur en scène : Jean Cocteau
- Costumes et décors : Christian Bérard

### Distribution
- Marie Bell : Armide
- Mary Marquet : Oriane
- Maurice Escande : Renaud
- Jacques Dacqmine : Olivier

## De la genèse à la création de la pièce en 1943
En 1940, travaillant le Britannicus de Racine, qu'il montera en février 1941 au théâtre des Bouffes Parisiens, Jean Marais demande à Jean Cocteau de lui écrire une pièce en vers. Pour Cocteau ce sera  la seconde pièce « médiévale » (après Les Chevaliers de la Table ronde). Cocteau pose une condition : que Jean Marais entre à la Comédie-Française pour améliorer son talent au contact du grand répertoire classique. Le bruit selon lequel Cocteau allait bientôt écrire une nouvelle pièce destinée au Théâtre Français fit que fin décembre 1940 Jean-Louis Vaudoyer, administrateur de la maison de Molière, donna son accord de principe. La pièce n'existe pas encore, mais elle est déjà attendue.
Renaud et Armide est une pièce très ambitieuse, profondément relié à l'imaginaire du poète, et respectant scrupuleusement les trois unités de temps, d'action et de lieu. Cela montre que le prestige de la grande tragédie racinienne en alexandrins était resté puissant chez lui. En dix-sept jours seulement, il rédige mille quatre cents vers des plus raciniens. Comme souvent, Cocteau pense à des acteurs bien précis : Jean Marais pour le rôle de Renaud, Marie Bell pour celui d'Armide et, pour ceux d'Oriane et d'Olivier, Mary Marquet et Jean Chevrier. Commencée le 31 juillet 1941, la pièce est achevée le 16 août. Jean Marais ayant passé avec succès son audition à la Comédie-Française et devenant pensionnaire à compter du 1er septembre, la double promesse a été tenue.
Cocteau s'est librement inspiré de La Jérusalem délivrée, long poème en vingt chants que Le Tasse acheva pour l'essentiel en 1575. La pièce de Cocteau reprend assez fidèlement ce qui chez Le Tasse est l'essentiel de la relation entre Renaud et Armide. La jeune femme, dans les deux cas, est une enchanteresse qui retient Renaud prisonnier de ses charmes. Ce thème de l’enchantement était déjà présent dans Les Chevaliers de la table ronde. Renaud et Armide est également relié à l'imaginaire du poète par l'importance qu'y prend la figure du dédoublement. Il y a ainsi deux Renaud, le vrai et le fol ensorcelé ; deux Armide, l'enchanteresse jalouse, dominatrice, et la femme amoureuse et vulnérable. De même, la fée Oriane apparaît comme un double de la première Armide, tandis qu'Olivier est lui aussi une image de la partie saine du roi Renaud. Tout le drame se joue donc entre un seul homme et une seule femme dont certains aspects se dédoublent et se combattent.
Le 19 janvier 1942, Cocteau présente Renaud et Armide au comité du Théâtre Français qui donne un avis favorable, la pièce ouvrira la prochaine saison. Il y a cependant un gros problème : Jean Marais, futur interprète de Renaud, a quitté la rue de Richelieu après cinq semaines. Entre lui, jeune acteur fougueux, moderne et la vieille maison de Molière avec ses lenteurs, son sens de la hiérarchie, un différend durable s'est installé. Cocteau espère que la « bouderie » de Vaudoyer ne durera pas et que Jean Marais pourra être repris. Il se trompe car le 12 septembre 1942, la revue Comœdia annonce que la pièce est reportée au début de l'année suivante. En janvier 1943, les répétitions peuvent enfin commencer. Cocteau a accepté la mise en scène ; Christian Bérard, s’occupe des costumes et du décor, mais Jean Marais ne fait pas partie de l'aventure. Il est remplacé par Maurice Escande. Comme prévu, Marie Bell interprète le rôle d’Armide et Mary Marquet celui d’Oriane, tandis que Jean Chevrier, qui a répété le rôle d'Olivier, est au dernier moment remplacé par le jeune Jacques Dacqmine
La première publique a lieu le 13 avril 1943. La presse estime la pièce difficile et « cérébrale ». Considérée comme artificielle et froide dans l'ordre du théâtre par le choix de l'alexandrin classique, cette pièce représente dans l'ordre du langage, une expérience très intéressante. Les vers ont souvent une limpidité et une richesse d'invention et de sonorité qui relèvent du jaillissement poétique.
Cependant la critique, dans son ensemble, estime que les comédiens la sauvent. Seul Alain Laubreaux, celui qui durant la guerre avait reçu une correction administrée par Jean Marais pour son manque de respect envers Cocteau, se plaint du « ronron solennel » des Comédiens-Français. Entre 1943 et 1948, la pièce de Cocteau  ne sera jouée que quarante-deux fois à la Comédie-Française.
En 1946, la pièce est jouée une seule fois, au cours d'un gala, le 26 avril au Théâtre royal des Galeries de Bruxelles avec Louise Conte, Jacques Dacqmine, Andrée Clément et Jean Marais lui-même,.  
À la demande de Cocteau, Francis Poulenc écrit une partition musicale et le spectacle fut représenté au Festival de Baalbek (Liban) en août 1962. Le 22 octobre 1962, respectant la volonté du poète, Maurice Escande, devenu administrateur général de la Comédie-Française, retire Renaud et Armide du répertoire de la maison de Molière.
Le 11 octobre 1963, Cocteau meurt dans sa maison à Milly-la-Forêt.  

## Version télévisée de la pièce en 1969
Marcel Cravenne a mis en scène la pièce de Cocteau dans un téléfilm éponyme tourné pour la télévision en 1969,. 
Qu’elle ne fut pas la joie, en cette année 1969, de Jean Marais lorsque Marcel Cravenne lui demanda enfin d’être l’interprète du rôle de Renaud dans la version télévisée de Renaud et Armide, la tragédie de Cocteau. Vingt-six ans plus tard, quelle belle revanche pour Marais, privé de l’interprétation de ce rôle à la Comédie-Française en 1943, à cause d’une rupture de contrat à la suite de son engagement (qu’il ne put honorer) dans le film de  Marcel Carné Juliette ou la Clé des songes réalisé en 1951 avec Gérard Philipe. 
Cette dramatique télévisée du samedi 3 mai 1969  sur la deuxième chaîne couleur de l'ORTF, fut sa première expérience d’interprétation à la télévision. Vêtu de cuir et de renard, Marais et sa partenaire Geneviève Casile, sociétaire honoraire de la Comédie-Française,  réussirent à faire d'une « pièce haute » comme le disait Cocteau, et en alexandrins, un succès d'audience à la télévision, selon Carole Weisweiller. 

### Mise en scène
- Metteur en scène : Marcel Cravenne
- Costumes : Christiane Coste
- Décors : Georges Lévy
- Directeur de la photo : Bernard Girod
- Musique originale : Georges Delerue

### Distribution
- Geneviève Casile : Armide
- Claude Gensac : Oriane
- Jean Marais : Renaud
- Georges Coste[7] : Olivier